# Hispaniolakruisbek
De hispaniolakruisbek (Loxia megaplaga) is een zangvogel uit de familie van vinkachtigen (Fringillidae).Het is een bedreigde, endemische vogelsoort op Hispaniola, een eiland in de Caribische Zee.

## Kenmerken
De vogel is 15 cm lang en lijkt sterk op de even grote witbandkruisbek. Als alle kruisbekken heeft deze soort snavelpunten die elkaar kruisen. De snavel is iets langer dan die van de witbandkruisbek. Kenmerkend is de dubbele witte vleugelstreep. Het mannetje is bleekrood met zwarte vleugels. Het vrouwtje is dof, olijfkleurig groen met donkere vleugels, geelachtige stuit en borst en fijne, donkere streepjes op de borst.

## Verspreiding en leefgebied
Deze soort is werd tussen 1930 en 1970 niet meer waargenomen. In de jaren 1970 werd de vogel in Jamaica herontdekt in de Blue Mountains, maar daarna ontbreken waarnemingen op dit eiland. Deze kruisbek komt voor in beschermde gebieden in de bergen van Haïti en de Dominicaanse Republiek op het eiland Hispaniola. De vogels komen alleen voor in montane naaldbossen tussen de 540 en 2600 m boven zeeniveau, waar ze foerageren op de zaden van de inheemse dennenboom, de eveneens bedreigde Pinus occidentalis.

## Taxonomie
Deze soort is ongeveer 680.000 jaar geleden afgesplitst van de witbandkruisbek en vormt een interessant studie-object voor de co-evolutie tussen de soorten den en de vorm van de snavels bij kruisbekken.

## Status
De hispaniolakruisbek heeft een beperkt verspreidingsgebied en daardoor is de kans op uitsterven aanwezig. De grootte van de populatie werd in 2018 door BirdLife International geschat op 400 tot 2300 volwassen individuen en de populatie-aantallen nemen af door habitatverlies. Het leefgebied wordt aangetast door ontbossing waarbij natuurlijk bos rondom en in de reservaten wordt omgezet in gebied voor agrarisch gebruik en menselijke bewoning. Om deze redenen staat deze soort als bedreigd op de Rode Lijst van de IUCN.